# Ivan Karlović
Ivan IV. Karlović Krbavski (lat. Johannes Torquatus comes Corbauie) (?, 1485. – Medvedgrad, 9. kolovoza 1531.), hrvatski velikaš, hrvatski ban, posljednji potomak obitelji krbavskih knezova Kurjakovića, jednog od ogranaka starohrvatskog plemena Gusića. U nekim, osobito inozemnim, izvorima Ivana Karlovića se naziva "Johannes Torquatus" (Ivan Torkvat), što upućuje na to da je, s obzirom na latinsko značenje te riječi, nosio ukrasni ovratnik ili lanac (lančić) oko vrata.

## Životopis
Ivan Karlović je bio sin krbavskog kneza Karla IV. Kurjakovića (o. 1440. – 1493.) i Doroteje (Dore) Frankapan. Nakon očeve smrti naslijedio je naslov krbavskog kneza i obiteljske posjede u županijama Krbavi, Odorju, Hotuči, Lapcu i dijelu Like koje je nastojao očuvati od nasrtaja osmanskih snaga. Ratovao je 1500. protiv Turaka kraj Gradca, a 1506. sudjelovao je na strani Maksimilijana I. u borbama protiv kralja Vladislava II. Jagelovića.
Godine 1506. i 1511. privremeno je priznao tursku vlast uz plaćanje harača kako bi spasio svoje posjede od pustošenja. Između 1509. i 1524. sklopio je s Mlečanima više kondotijerskih ugovora, prema kojima je imao braniti njihove posjede u Dalmaciji. Bio je podban i kapetan Hrvatske i Dalmacije u razdoblju 1512. – 1513. te je s banom Petrom Berislavićem sudjelovao u pobjedi nad Turcima kraj Dubice 1513. godine. Sljedeće su godine Turci opustošili njegove posjede u Lici i Krbavi te se sukobio s njima u Bosni.
U prvom mandatu banovao je od 1521. do 1524. te od 1527. do 1531. Istaknuo se kao organizator obrane hrvatskih zemalja i borac protiv Turaka, ali zbog nedovoljnih sredstava i kraljeve pomoći nije uspio spriječiti pad Knina i Skradina. Godine 1524. odrekao se banske časti.
Sudjelovao je na Cetinskom saboru, kojom prigodom je 1. siječnja 1527. godine Ferdinand Habsburški izabran za hrvatskog kralja. Njegov pečat nalazi se na tada izdanoj Cetingradskoj povelji, među pečatima šest najviđenijih velikaša tadašnjeg Hrvatskog Kraljevstva u personalnoj uniji s Ugarskom. Iste godine Turci su osvojili njegovu djedovinu (gradove Komić, Mrsinj, Obrovac, Ostrovicu i Udbinu). U zamjenu je od kralja Ferdinanda I. dobio neke gradove u Hrvatskoj, među kojima Medvedgrad i Rakovec, a kupnjom je stekao Lukavec u Turopolju.
Godine 1527. zajedno s Franjom Batthyányem imenovan je hrvatskim banom te je 1528. uz pomoć austrijskih snaga porazio Turke kraj Belaja. Bio je oženjen s Jelenom Zrinskom, kćerkom kneza Petra II. Zrinskog i Sofije, ali nije ostavio potomstvo, što je označilo kraj obitelji u muškoj liniji. Nakon njegove smrti 1531. godine posjedi krbavskih knezova su, na osnovi baštinskog ugovora sklopljenim 1508. godine s Nikolom Zrinskim, suprugom Ivanove sestre Jelene Karlović, pripali Zrinskima. Pokopan je u crkvi pavlinskoga samostana u zagrebačkim Remetama.
Zapamćen je u narodnoj predaji moliških i gradišćanskih Hrvata kao plemenit i dobar gopodar te bekompromisan borac protiv Turaka. Tradicija zove još i danas nekoliko ruševnih gradova "Karlovića dvori" (Komić, Kozja Draga, Mazin), a i u narodnim pjesmama sačuvana je uspomena na bana Karlovića.